# Liste der Monuments historiques in Forges (Seine-et-Marne)
Die Liste der Monuments historiques in Forges (Seine-et-Marne) führt die Monuments historiques in der französischen Gemeinde Forges auf.

## Liste der Objekte
| Bezeichnung                           | Beschreibung              | Standort                       | Kennzeichnung | Schutzstatus | Datum | Bild |
| ------------------------------------- | ------------------------- | ------------------------------ | ------------- | ------------ | ----- | ---- |
| Hauptaltar mit Retabel und Tabernakel | Holz, 18./19. Jahrhundert | in der Kirche St-Baudel (Lage) | PM77003321    | Inscrit      | 1979  |      |